# Bonfinópolis de Minas
Bonfinópolis de Minas este un oraș în unitatea federativă Minas Gerais (MG), Brazilia.